# Döllnitzbahn
Die Döllnitzbahn GmbH (DBG) ist ein Eisenbahninfrastrukturunternehmen und ein Eisenbahnverkehrsunternehmen mit Sitz in Mügeln, Sachsen. Die Gesellschaft ist Betreiber der schmalspurigen Nebenbahnen Oschatz–Mügeln, Mügeln–Glossen und Nebitzschen–Kemmlitz.

## Geschichte

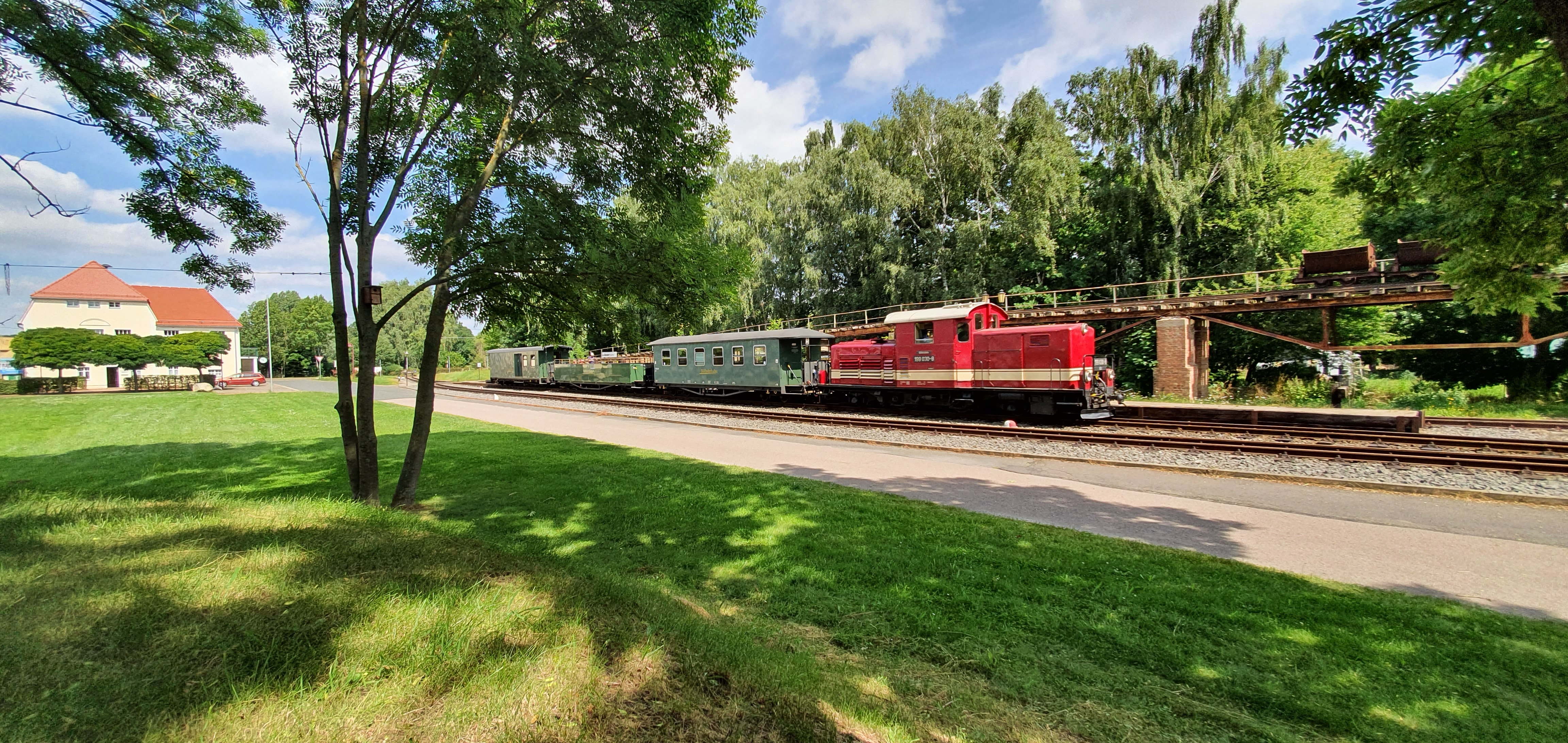
Zug 105 der Döllnitzbahn ist im Bf Glossen abfahrbereit nach Oschatz (Juli 2021).

Am 26. Juni 1991 kaufte der damalige Verein ProBahn – Hauptverband Ostdeutscher Länder (heute Deutscher Bahnkunden-Verband, DBV) die Strecke mit einem Teil der dort eingesetzten Fahrzeuge der Deutschen Reichsbahn ab, um sie für den öffentlichen Verkehr betriebsfähig zu erhalten. Im 17. Dezember 1993 übernahm die neu gegründete Döllnitzbahn GmbH die vom Mügelner Netz übriggebliebene Strecke zwischen Oschatz, Mügeln und Kemmlitz, deren alleiniger Gesellschafter zu Beginn der Deutsche Bahnkunden-Verband e. V. war (siehe Schmalspurbahn Oschatz–Mügeln–Döbeln). Aus juristischen Gründen wurde daraus später der Zweckverband Döllnitzbahn mit den Städten und dem Landkreis. Hauptziel der Gesellschaft war zunächst der Erhalt des noch vorhandenen Güterverkehrs von der Kaolingrube in Kemmlitz. Dafür wurden von der Mansfelder Bergwerksbahn gebrauchte Schmalspurgüterwagen beschafft und in Oschatz entstand eine neue Umladeanlage zur Normalspur. Mit gebrauchten Diesellokomotiven vom Typ FAUR L30H gelang es, den Güterverkehr vorerst zu erhalten. Trotzdem verringerten sich die Transporte allmählich, so dass der Güterverkehr 2001 dann doch eingestellt werden musste. Damit war die Döllnitzbahn die letzte Schmalspurbahn mit öffentlichem Güterverkehr in Sachsen.

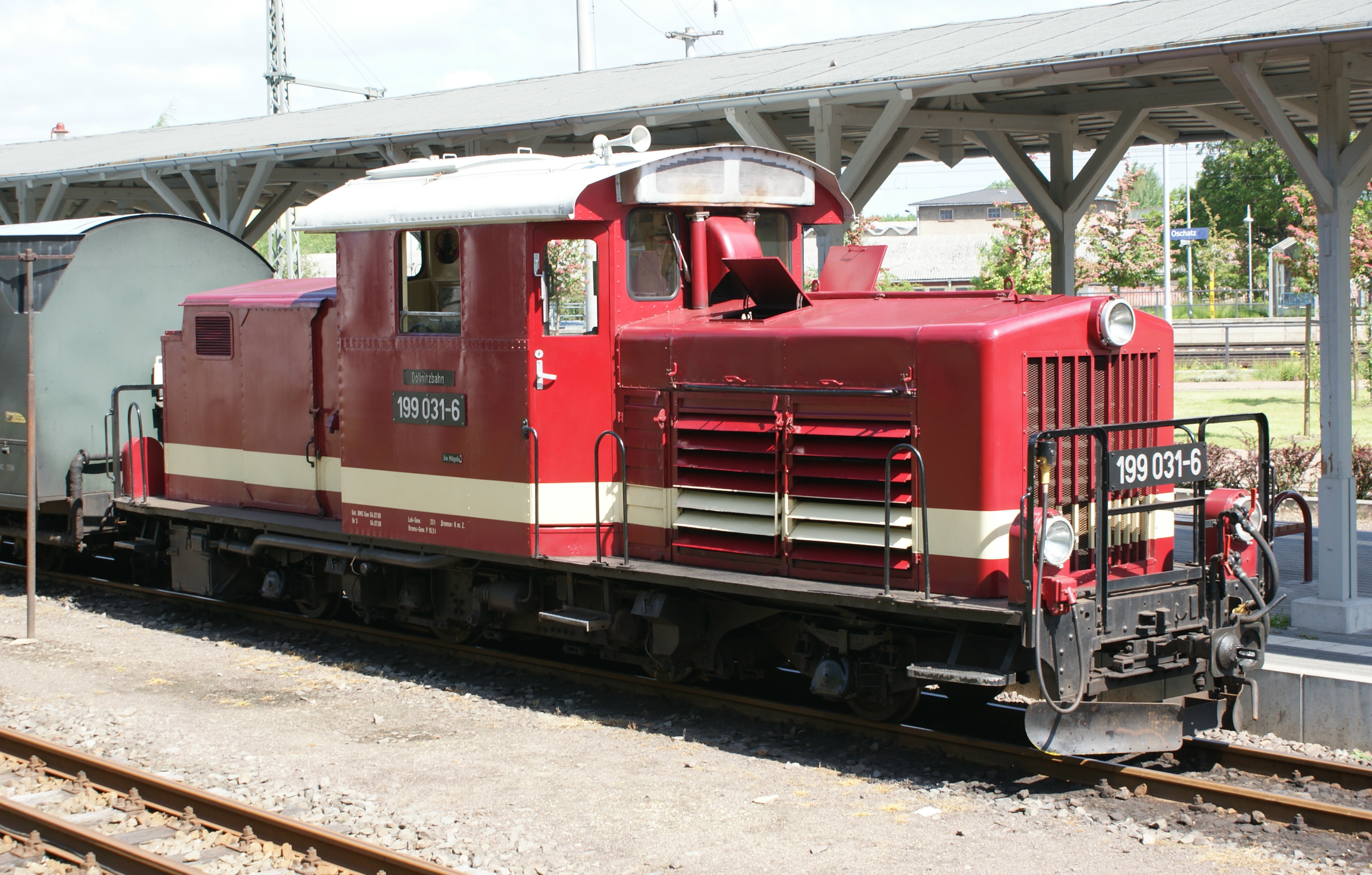
Regelverkehr mit Diesellokomotive 199 031 (2010)

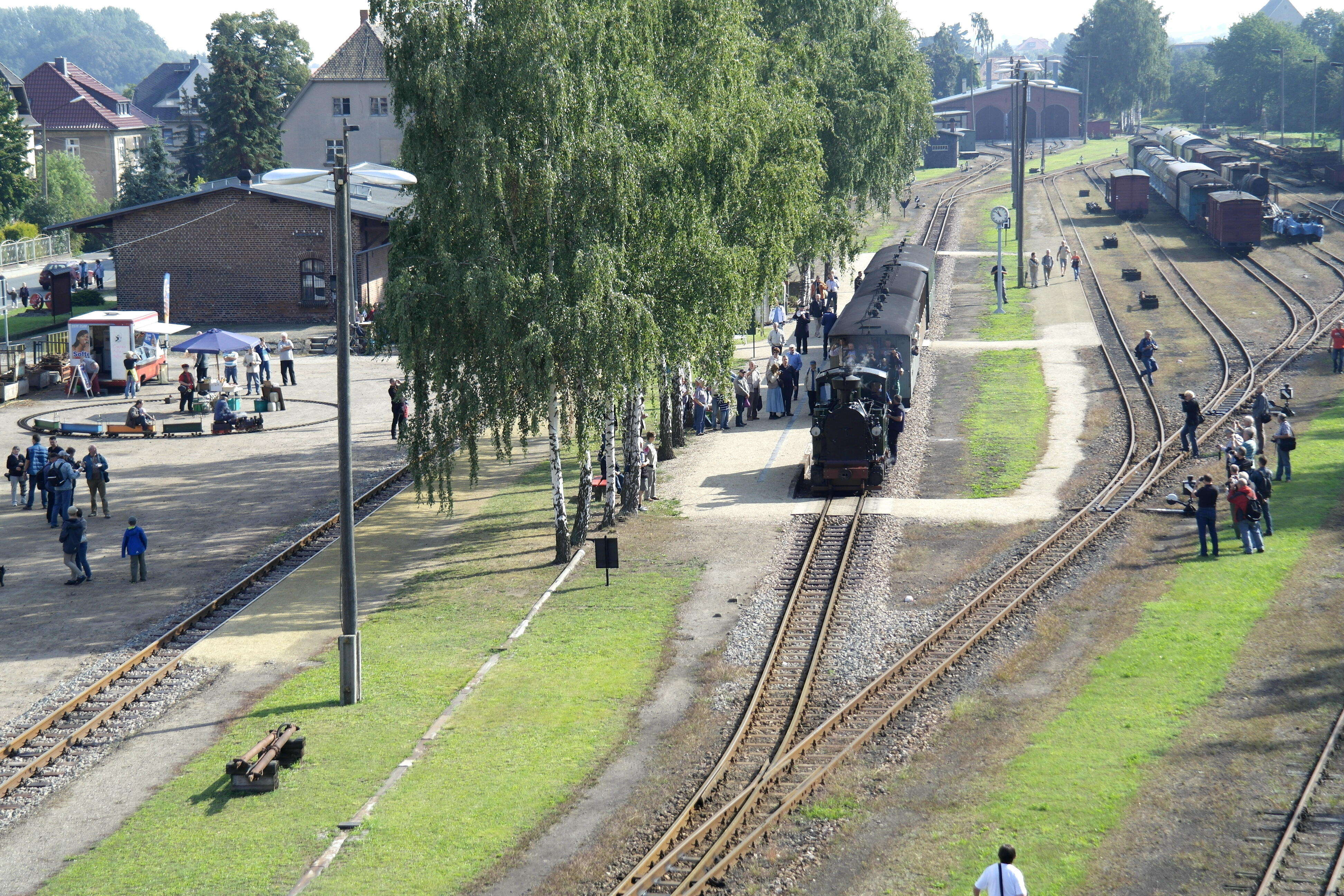
Bahnhofsfest in Mügeln anlässlich des Jubiläums „130 Jahre Schmalspurbahnstrecke Oschatz–Mügeln“ (2014)

Heute verkehren nur noch Schülerzüge und dampfbespannte Sonderzüge auf der Strecke der Döllnitzbahn. Die Döllnitzbahn GmbH ist Partner der Dampfbahn-Route Sachsen. Ende 2010 wurde ihr für die Neuausrichtung und Konsolidierung des Unternehmens der Claus-Köpcke-Preis verliehen. Zwischenzeitlich war das Weiterbestehen gefährdet, da im Februar 2011 der Zweckverband für den Nahverkehrsraum Leipzig (ZVNL) angesichts gekürzter Mittelzuweisungen durch den Freistaat Sachsen beschloss, die Finanzierung des Bahnverkehrs zum Schuljahresende am 8. Juli 2011 einzustellen.
Am 15. Juni 2011 teilte ein Sprecher des sächsischen Verkehrsministeriums (SMWA) mit, dass die Finanzierung des Bahnbetriebes bis zum Ende des Jahres 2012 gesichert ist. Zur dauerhaften Sicherung des Betriebes fasste die Gesellschafterversammlung der Döllnitzbahn am 16. November 2012 den Beschluss, die Geschäftsführung per Dienstleistungsvertrag an die Sächsisch-Oberlausitzer Eisenbahngesellschaft (SOEG) zu übertragen, deren Geschäftsführer Ingo Neidhardt diese ab Anfang 2013 in Personalunion übernahm. 
Ende Dezember 2012 schlossen sie Döllnitzbahn GmbH und der Zweckverband Döllnitzbahn einen Verkehrsvertrag, der die Finanzierung für die Jahre 2013 und 2014 sicherte. Die Hälfte der Gelder kam vom sächsischen Verkehrsministerium. 
Für die Jahre 2015 bis 2020 waren diese Gelder in der am 18. Dezember 2012 beschlossenen ÖPNV-Finanzierungsverordnung des Freistaates Sachsen geplant. Am 18. Dezember 2014 schlossen Döllnitzbahn und ZVNL einen neuen Verkehrsvertrag, der bis 2020 jährlich 23.000 Zugkilometer vorsieht. Davon waren 20.000 Kilometer für den Schülerverkehr und 3000 Kilometer für den historischen Zugverkehr mit Dampflokomotive vorgesehen.

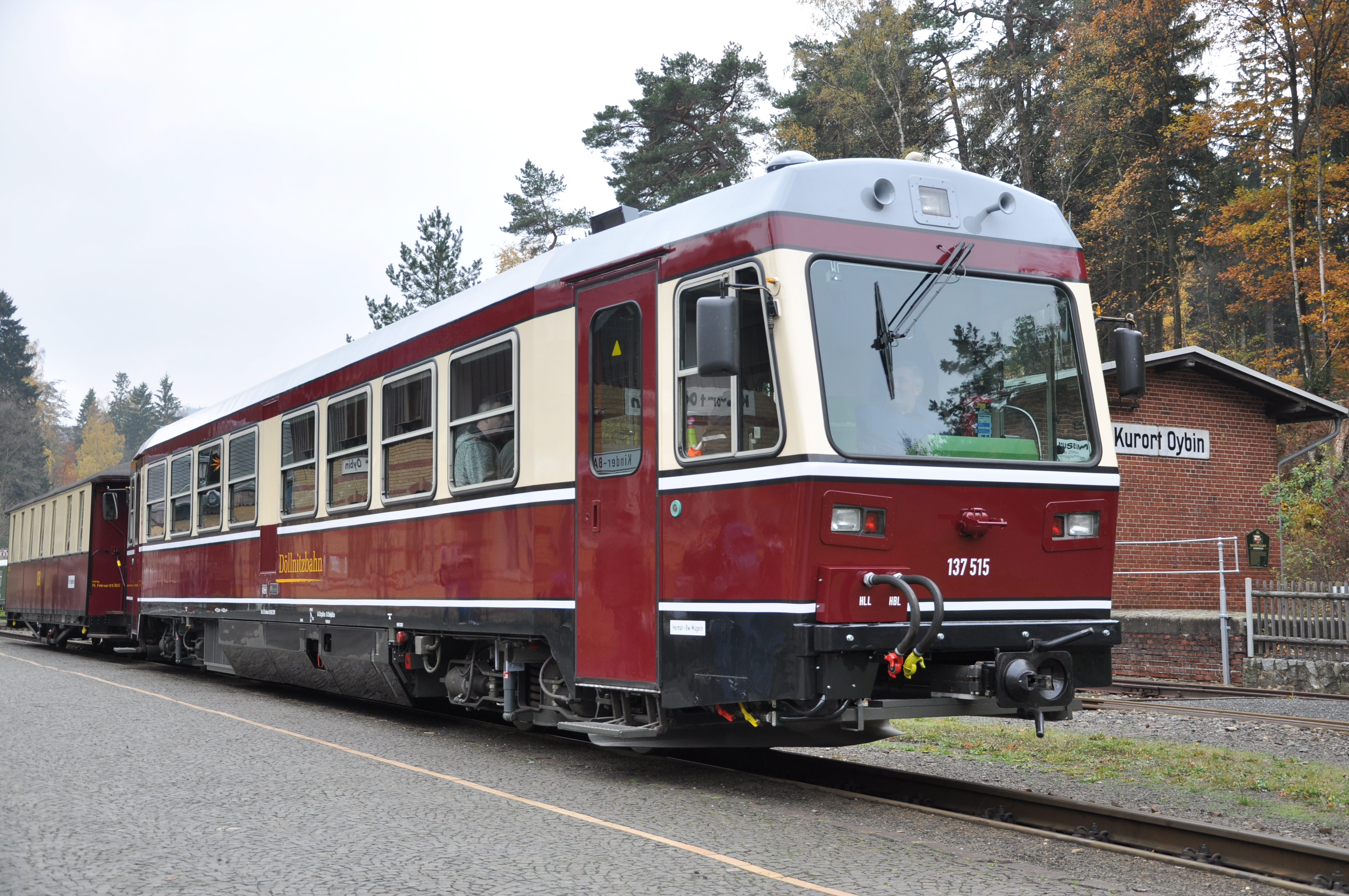
Der Triebwagen 137 515 ist für den Schülerverkehr vorgesehen

Am 22. November 2013 erhielt die Döllnitzbahn einen Fördermittelbescheid des SMWA für den ersten Abschnitt der Sanierung der Infrastruktur. Die Investitionskosten der insgesamt geplanten vier Abschnitte betrugen rund 2,6 Millionen Euro, wobei der Freistaat Sachsen 75 Prozent bezahlte. 
Nachdem die Sanierung in den Abschnitten Nebitzschen–Altmügeln, Mügeln–Glossen und Mügeln–Naundorf durchgeführt worden war, wurde der Abschnitt Naundorf–Oschatz im Sommer 2016 saniert.
Der Streckenabschnitt Nebitzschen–Kemmlitz Ort wurde nach mehr als 10-jähriger Unbefahrbarkeit saniert und vom DBV-Förderverein 'Wilder Robert' am 9. Juni 2017 wiedereröffnet. 
Am 8. September 2018 wurde auch der Abschnitt bis Kemmlitz Bbf wieder in Betrieb genommen. Der ZVNL verlängerte den Verkehrsvertrag mit der Döllnitzbahn bis 2027.

## Zukunft
Die Döllnitzbahn GmbH erklärte im Jahr 2014, sie ziehe in Betracht, die stillgelegte Strecke zwischen Glossen und Wermsdorf wieder aufzubauen. Damit könnte man das Schloss Hubertusburg an die Strecke anbinden. Dadurch hätte die Döllnitzbahn erstmals ein neues, attraktives Fahrtziel, das die Fahrgastzahlen langfristig erhöhen könnte. Doch würde die Strecke bei einer Reaktivierung 1,7 Kilometer vor dem Schloss enden, am ehemaligen Haltepunkt Wermsdorf/Döllnitz-Stausee. Dies sieht Lutz Haschke, Prokurist der Döllnitzbahn, als ein „lösbares“ Problem. Demnach sollen Omnibusse oder Pferdekutschen die Lücke schließen. „Und wer kann, geht zu Fuß.“ Der Neubau würde Schätzungen zufolge drei bis vier Millionen Euro kosten.

## DBV-Förderverein Wilder Robert

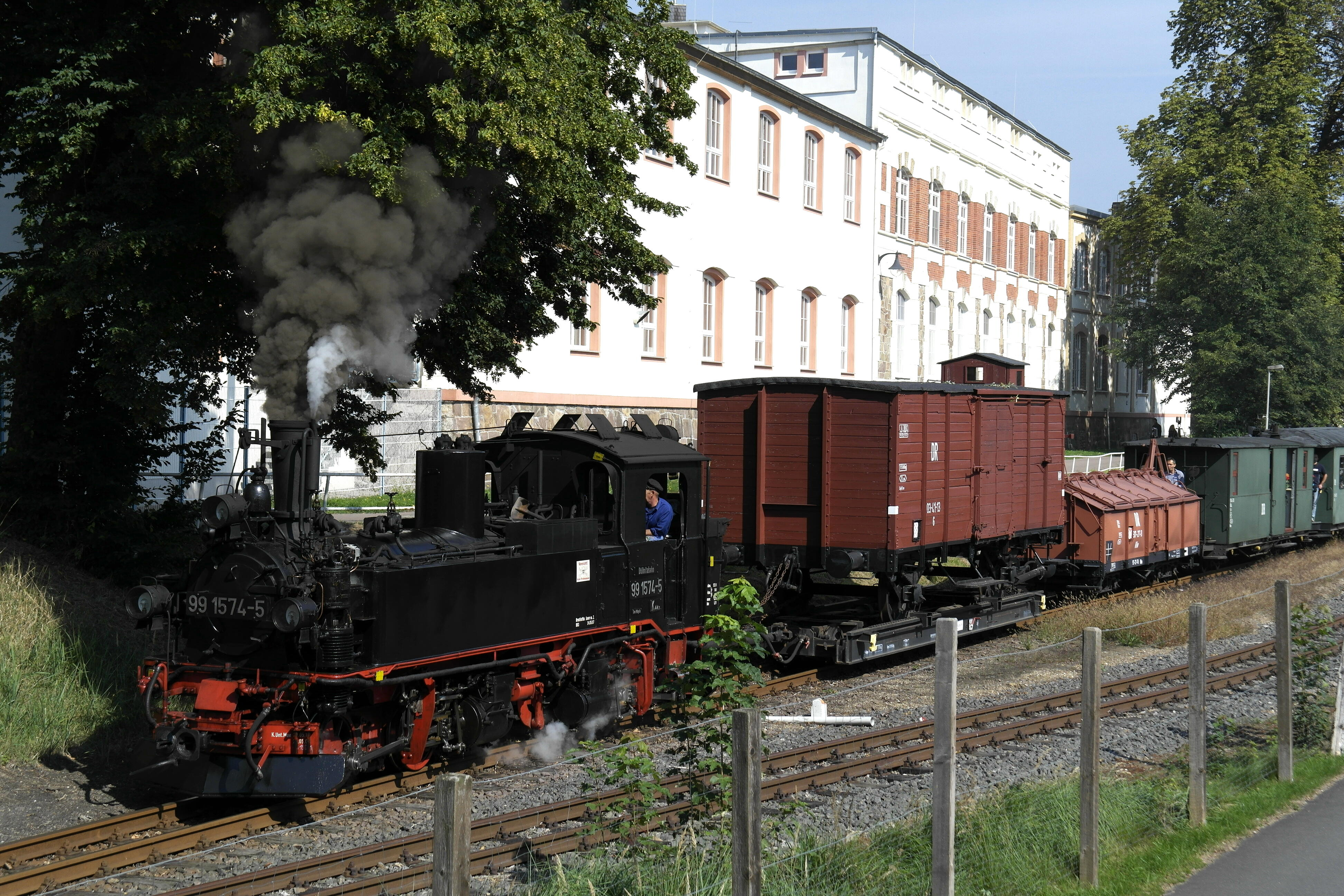
Sonderfahrt anlässlich des Jubiläums „130 Jahre Schmalspurbahnstrecke Oschatz–Mügeln“ (2014)

Der DBV-Förderverein Wilder Robert gründete sich 1994 mit dem Ziel, die historischen Anlagen und Fahrzeuge des „Wilden Robert“ zu erhalten. Am Anfang bestand das Tätigkeitsfeld des Vereins im Durchführen von Sonderfahrten mit vorhandenem, betriebsfähigem Fahrzeugmaterial unter anderem mit den Dampflokomotiven (IV K) 99 561, 99 574 und 99 584.
Nach und nach begannen Mitglieder des Vereins, mit Hilfe von ABM und ortsansässigen Unternehmen, mit der Sanierung von Gebäuden entlang der Schmalspurbahn. So wurden der Güterboden Mügeln, das Sanitätsgebäude, Stellwerk I und das Bahnmeistereigebäude saniert. In Oschatz wurde im Jahr 2009 weiter an der Sanierung des dortigen Heizhauses gearbeitet. Die größte Leistung des DBV-Fördervereins „Wilder Robert“ war der Wiederaufbau der Strecke Nebitzschen–Glossen mit Hilfe der Gemeinde Sornzig-Ablaß.
Im Fahrzeugsektor wurde die Hauptuntersuchung an der IV K 99 561 (2001–2003) und 99 574 (2006–2007) durchgeführt. Auch Wagen wurden aufgearbeitet; so konnte im Jahr 2001 der Traglastenwagen 970-277 fertiggestellt werden. Es folgten der Güterwagen GGw 97-15-02, Klappdeckelwagen KKw 97-27-18 und Packwagen KD4 974-309.
Seit dem 14. April 2022 ist „Wilder Robert“ als Wortmarke beim Deutschen Patent- und Markenamt eingetragen. Inhaber der Marke ist der Deutsche Bahnkunden-Verband.

## Triebfahrzeuge
| Betriebs-Nr. | Herkunft                    | Bauart    | Baujahr | Baureihe / Typ  | Hersteller                                                                         | Anmerkungen                                                              |
| ------------ | --------------------------- | --------- | ------- | --------------- | ---------------------------------------------------------------------------------- | ------------------------------------------------------------------------ |
| 99 561       | Letzter Einsatzort Jöhstadt | B’B’ n4vt | 1909    | Sächsische IV K | Sächsische Maschinenfabrik, Reko Raw Görlitz                                       | Fristablauf 2009, abgestellt Heizhaus Mügeln, Förderverein Wilder Robert |
| 99 574       | in Mügeln verblieben        | B’B’ n4vt | 1912    | Sächsische IV K | Sächsische Maschinenfabrik, Reko Raw Görlitz                                       | Fristablauf 2018, Abgestellt Heizhaus Mügeln, 2023 Beginn Aufarbeitung   |
| 99 584       | in Mügeln verblieben        | B’B’ n4vt | 1912    | Sächsische IV K | Sächsische Maschinenfabrik, Reko Raw Görlitz                                       | Wiederinbetriebgenommen 2018, betriebsfähig                              |
| 199 030      | ÖBB 2091.010                | 1’Bo1’    | 1940    | BBÖ 2041/s      | Simmeringer Maschinen- und Waggonbaufabrik/Österreichische Siemens-Schuckert Werke |                                                                          |
| 199 031      | ÖBB 2091.012                | 1’Bo1’    | 1940    | BBÖ 2041/s      | Simmering/ÖSSW                                                                     | von Öchsle-Schmalspurbahn                                                |
| 199 032      | DR 199 008                  | C         | 1954    | LKM Ns4         | Lokomotivbau Karl Marx                                                             |                                                                          |
| 199 034      |                             | C dh      | 1981    | L30H            | Lokomotivfabrik 23. August                                                         | Fristablauf, im Juli 2015 im Lokschuppen Oschatz hinterstellt            |
| VT 137 515   | NÖVOG 5090.015              | B’B’      | 1995    | ÖBB 5090        | Jenbacher Werke                                                                    | für Schülerverkehr ab 7. Dezember 2018                                   |

Angaben nach Fahrzeugliste der Döllnitzbahn.